# The Law of the Wild
The Law of the Wild (no Brasil, O Dominador das Selvas) é um seriado estadunidense de 1934, gênero aventura e Western, dirigido por B. Reeves Eason e Armand Schaefer, em 12 capítulos, estrelado por Rex King of the Wild Horses, Rin-Tin-Tin Jr. Lucile Browne e Ben Turpin. O cão Rin-Tin-Tin Jr. é filho do famoso Rin-Tin-Tin, que morrera em 1932. O seriado foi produzido e distribuído pela Mascot Pictures, e veiculou nos cinemas estadunidenses a partir de 5 de setembro de 1934.
A dupla Rinty e Custer desapareceu rapidamente após o seriado, mas ressurgiu brevemente através da Reliable Pictures Corporation, em 1936, em um Western B sob o título The Vengeance of Rannah.

## Sinopse
John Sheldon é falsamente acusado por Frank Nolan de ter assassinado Lou Salters. Agora com o seu proprietário na prisão, Nolan toma o cavalo Rex com planos para uma grande corrida. O cão de Sheldon, Rinty, Alice Ingram e o amigo Henry resgatam Rex, Alice corre com ele e o prêmio é usado para a defesa de Sheldon.

## Elenco
- Rex King of the Wild Horses … Ele mesmo
- Rin Tin Tin Jr. … Rinty
- Ben Turpin … Henry
- Bob Custer … John Sheldon
- Lucile Browne … Alice Ingram
- Richard Cramer … Frank Nolan
- Ernie Adams … Raymond
- Edmund Cobb … Jim Luger
- Slim Whitaker … Mack
- Richard Alexander … Lewis R. 'Lou' Salters
- Jack Rockwell … Xerife
- George Chesebro … Parks
- Hal Taliaferro ... Deputado Tom

## Capítulos
1. The Man Killer[3]
2. The Battle of the Strong[3]
3. The Cross-eyed Goony[3]
4. Avenging Fangs[3]
5. A Dead Man's Hand[3]
6. Horse-thief Justice[3]
7. The Death Stampede[3]
8. The Canyon of Calamity[3]
9. Robbers Roost[3]
10. King of the Range[3]
11. Winner Take All[3]
12. The Grand Sweepstakes[3]

## Seriado no Brasil
The Law of the Wild, sob o título O Dominador das Selvas, foi aprovado pela censura brasileira, de acordo com o Diário Oficial da União, em 11 de novembro de 1942, sendo portanto provável que o seriado tenha estreado no país entre os anos de 1942 e 1943.